# ポイズンドーター・ホーリーマザー
『ポイズンドーター・ホーリーマザー』は、湊かなえによる短編ミステリー小説集。光文社より刊行の短編ミステリー小説選集『宝石 ザ ミステリー』シリーズに2012年から2015年にかけて収録された短編5篇に、書き下ろし1篇を加えて2016年5月17日に同社より刊行された。母と娘、抑圧状態の女性、不幸に酔う女性といったさまざまな女性が抱える情念や苦悩など複雑な女性心理と、冒してしまう過ちを描く。第155回直木賞候補作。
WOWOWにてテレビドラマ化され、2019年7月6日から8月10日まで放送された。

## 収録作品
- マイディアレスト（「蚤取り」改題、初出：『宝石 ザ ミステリー 2』〈2012年12月、光文社、ISBN 978-4-334-92863-6〉）
- ベストフレンド（初出：『宝石 ザ ミステリー 3』〈2013年12月、光文社、ISBN 978-4-334-92922-0〉）
- 罪深き女（初出：『宝石 ザ ミステリー 2014夏』〈2014年8月、光文社、ISBN 978-4-334-92965-7〉）
- 優しい人（初出：『宝石 ザ ミステリー 2014冬』〈2014年12月、光文社、ISBN 978-4-334-92985-5〉）
- ポイズンドーター（初出：『宝石 ザ ミステリー 2016』〈2015年12月、光文社、ISBN 978-4-334-91070-9〉）
- ホーリーマザー（書き下ろし）

## 書誌情報
- ポイズンドーター・ホーリーマザー（2016年5月17日、光文社、ISBN 978-4-334-91094-5）
- ポイズンドーター・ホーリーマザー（2018年8月8日、光文社文庫、ISBN 978-4-334-77696-1）

## テレビドラマ
『湊かなえ ポイズンドーター・ホーリーマザー』と題してテレビドラマ化され、WOWOWプライムの「連続ドラマW」枠にて2019年7月6日から8月10日まで放送された。全6話。

### キャスト

#### 第1話「ポイズンドーター」、第2話「ホーリーマザー」
- 藤吉佳香 - 寺島しのぶ[7]
- 藤吉弓香 - 足立梨花[7]
- 野上理穂 - 山下リオ
- 落合モトキ
- 羽村乃愛 - 山田杏奈
- 村田秀亮（とろサーモン）
- 登坂淳一
- 片岡礼子
- 江川弘子 - 渡辺真起子
- 野上塔子 - 宮崎美子

#### 第3話「罪深き女」
- 天野幸奈 - 清原果耶
- 黒田正幸 - 髙橋優斗 (HiHi Jets/ジャニーズJr.)
- 水崎綾女
- 中川望
- 秋月三佳
- 峯村リエ
- 天野聡美 - 坂井真紀

#### 第4話「ベストフレンド」
- 涼香 - 中村ゆり
- 大豆田薫子 - 山田真歩
- 郷賢 - 和田正人
- 尾上寛之
- 駒木根隆介
- 小宮孝泰
- 漣頼子 - 中村久美

#### 第5話「優しい人」
- 樋口明日実 - 倉科カナ
- 奥山友彦 - 浜野謙太
- 徳田淳哉 - 奥野瑛太
- 斉藤萌 - 柳ゆり菜
- みのすけ
- 千葉雅子
  - 樋口実貴子 - 赤間麻里子

#### 最終話「マイディアレスト」
- 淑子 - 伊藤歩
- 寺崎有紗 - 佐津川愛美
- 鈴木晋介
- ウダタカキ
- 亀田侑樹
- 寺崎和子 - 梅沢昌代

### スタッフ
- 原作 - 湊かなえ『ポイズンドーター・ホーリーマザー』（光文社文庫刊）
- 監督 - 吉田康弘、滝本憲吾
- 脚本 - 清水友佳子、吉川菜美、藤澤浩和
- 音楽 - きだしゅんすけ、池永正二
- プロデューサー - 井上衛、澤岳司
- 制作協力 - デジタル・フロンティア
- 製作著作 - WOWOW

### 放送日程
| 放送回 | 放送日  | サブタイトル     | 脚本              | 監督     | 音楽           |
| ------ | ------- | ---------------- | ----------------- | -------- | -------------- |
| 第1話  | 7月06日 | ポイズンドーター | 清水友佳子        | 吉田康弘 | きだしゅんすけ |
| 第2話  | 7月13日 | ホーリーマザー   | 清水友佳子        | 吉田康弘 | きだしゅんすけ |
| 第3話  | 7月20日 | 罪深き女         | 藤澤浩和 滝本憲吾 | 滝本憲吾 | 池永正二       |
| 第4話  | 7月27日 | ベストフレンド   | 清水友佳子        | 滝本憲吾 | 池永正二       |
| 第5話  | 8月03日 | 優しい人         | 吉川菜美          | 吉田康弘 | きだしゅんすけ |
| 最終話 | 8月10日 | マイディアレスト | 吉川菜美          | 滝本憲吾 | 池永正二       |

### 関連商品
DVD
- 連続ドラマW ポイズンドーター・ホーリーマザー DVD-BOX（2020年5月22日、TCエンタテインメント、TCED-4997）

| WOWOW 連続ドラマW 土曜オリジナルドラマ              | WOWOW 連続ドラマW 土曜オリジナルドラマ                               | WOWOW 連続ドラマW 土曜オリジナルドラマ   |
| 前番組                                              | 番組名                                                               | 次番組                                   |
| --------------------------------------------------- | -------------------------------------------------------------------- | ---------------------------------------- |
| ミラー・ツインズ Season2 （2019年6月8日 - 6月29日） | 湊かなえ ポイズンドーター・ホーリーマザー （2019年7月6日 - 8月10日） | トップリーグ （2019年10月5日 - 11月9日） |